# IBU-Cup 2009/10
Der IBU-Cup 2009/10 wurde wie auch schon in den Saisons zuvor als Unterbau zum Biathlon-Weltcup 2009/10 veranstaltet. Startberechtigt waren nicht nur europäische Starter und Starterinnen. Titelverteidiger im Gesamt-IBU-Cup waren Christoph Knie bei den Männern und Natalja Sokolowa bei den Frauen. Die ursprünglich in Cesana-San Sicario und Cēsis geplanten IBU-Cups 7 und 8 wurden Ende Juli 2009 an andere Austragungsorte vergeben.

## Männer

### Resultate
| 1. IBU-Cup in Idre, 27. November 2009 – 29. November 2009 | 1. IBU-Cup in Idre, 27. November 2009 – 29. November 2009 | 1. IBU-Cup in Idre, 27. November 2009 – 29. November 2009 | 1. IBU-Cup in Idre, 27. November 2009 – 29. November 2009 | 1. IBU-Cup in Idre, 27. November 2009 – 29. November 2009 |
| --------------------------------------------------------- | --------------------------------------------------------- | --------------------------------------------------------- | --------------------------------------------------------- | --------------------------------------------------------- |
| Datum                                                     | Disziplin                                                 | Erster Platz                                              | Zweiter Platz                                             | Dritter Platz                                             |
| 28. November 2009 (Sa.)                                   | Sprint (10 km)                                            | Frode Andresen                                            | Daniel Böhm                                               | Daniel Graf                                               |
| 29. November 2009 (Sa.)                                   | Sprint (10 km)                                            | Klemen Bauer                                              | Frode Andresen                                            | Daniel Böhm                                               |

| 2. IBU-Cup in Ridnaun, 11. Dezember 2009 – 13. Dezember 2009 | 2. IBU-Cup in Ridnaun, 11. Dezember 2009 – 13. Dezember 2009 | 2. IBU-Cup in Ridnaun, 11. Dezember 2009 – 13. Dezember 2009 | 2. IBU-Cup in Ridnaun, 11. Dezember 2009 – 13. Dezember 2009 | 2. IBU-Cup in Ridnaun, 11. Dezember 2009 – 13. Dezember 2009 |
| ------------------------------------------------------------ | ------------------------------------------------------------ | ------------------------------------------------------------ | ------------------------------------------------------------ | ------------------------------------------------------------ |
| Datum                                                        | Disziplin                                                    | Erster Platz                                                 | Zweiter Platz                                                | Dritter Platz                                                |
| 12. Dezember 2009 (Sa.)                                      | Einzel (20 km)                                               | Daniel Böhm                                                  | Erik Lesser                                                  | Daniel Graf                                                  |
| 13. Dezember 2009 (So.)                                      | Sprint (10 km)                                               | Erik Lesser                                                  | Tarjei Bø                                                    | Christian Martinelli                                         |

| 3. IBU-Cup in Obertilliach, 17. Dezember 2009 – 19. Dezember 2009 | 3. IBU-Cup in Obertilliach, 17. Dezember 2009 – 19. Dezember 2009 | 3. IBU-Cup in Obertilliach, 17. Dezember 2009 – 19. Dezember 2009 | 3. IBU-Cup in Obertilliach, 17. Dezember 2009 – 19. Dezember 2009 | 3. IBU-Cup in Obertilliach, 17. Dezember 2009 – 19. Dezember 2009 |
| ----------------------------------------------------------------- | ----------------------------------------------------------------- | ----------------------------------------------------------------- | ----------------------------------------------------------------- | ----------------------------------------------------------------- |
| Datum                                                             | Disziplin                                                         | Erster Platz                                                      | Zweiter Platz                                                     | Dritter Platz                                                     |
| 18. Dezember 2009 (Fr.)                                           | Sprint (10 km)                                                    | Daniel Graf                                                       | Daniel Böhm                                                       | Lois Habert                                                       |
| 19. Dezember 2009 (Sa.)                                           | Verfolgung (12,5 km)                                              | Daniel Graf                                                       | Daniel Böhm                                                       | Christoph Knie                                                    |

| 4. IBU-Cup in Altenberg, 8. Januar 2010 – 10. Januar 2010 | 4. IBU-Cup in Altenberg, 8. Januar 2010 – 10. Januar 2010 | 4. IBU-Cup in Altenberg, 8. Januar 2010 – 10. Januar 2010 | 4. IBU-Cup in Altenberg, 8. Januar 2010 – 10. Januar 2010 | 4. IBU-Cup in Altenberg, 8. Januar 2010 – 10. Januar 2010 |
| --------------------------------------------------------- | --------------------------------------------------------- | --------------------------------------------------------- | --------------------------------------------------------- | --------------------------------------------------------- |
| Datum                                                     | Disziplin                                                 | Erster Platz                                              | Zweiter Platz                                             | Dritter Platz                                             |
| 9. Januar 2010 (Sa.)                                      | Sprint (10 km)                                            | Toni Lang                                                 | Zdeněk Vítek                                              | Benjamin Weger                                            |
| 10. Januar 2010 (So.)                                     | Verfolgung (12,5 km)                                      | Toni Lang                                                 | Erik Lesser                                               | Alexis Bœuf                                               |

| 5. IBU-Cup in Nove Mesto, 14. Januar 2010 – 16. Januar 2010 | 5. IBU-Cup in Nove Mesto, 14. Januar 2010 – 16. Januar 2010 | 5. IBU-Cup in Nove Mesto, 14. Januar 2010 – 16. Januar 2010 | 5. IBU-Cup in Nove Mesto, 14. Januar 2010 – 16. Januar 2010 | 5. IBU-Cup in Nove Mesto, 14. Januar 2010 – 16. Januar 2010 |
| ----------------------------------------------------------- | ----------------------------------------------------------- | ----------------------------------------------------------- | ----------------------------------------------------------- | ----------------------------------------------------------- |
| Datum                                                       | Disziplin                                                   | Erster Platz                                                | Zweiter Platz                                               | Dritter Platz                                               |
| 15. Januar 2010 (Fr.)                                       | Einzel (20 km)                                              | Alexei Wolkow                                               | Sven Grossegger                                             | Daniel Graf                                                 |
| 16. Januar 2010 (Sa.)                                       | Sprint (10 km)                                              | Christoph Knie                                              | Daniel Graf                                                 | Rune Brattsveen                                             |

| 6. IBU-Cup in Haute-Maurienne, 5. Februar 2010 – 7. Februar 2010 | 6. IBU-Cup in Haute-Maurienne, 5. Februar 2010 – 7. Februar 2010 | 6. IBU-Cup in Haute-Maurienne, 5. Februar 2010 – 7. Februar 2010 | 6. IBU-Cup in Haute-Maurienne, 5. Februar 2010 – 7. Februar 2010 | 6. IBU-Cup in Haute-Maurienne, 5. Februar 2010 – 7. Februar 2010 |
| ---------------------------------------------------------------- | ---------------------------------------------------------------- | ---------------------------------------------------------------- | ---------------------------------------------------------------- | ---------------------------------------------------------------- |
| Datum                                                            | Disziplin                                                        | Erster Platz                                                     | Zweiter Platz                                                    | Dritter Platz                                                    |
| 6. Februar 2010 (Sa.)                                            | Sprint (10 km)                                                   | Daniel Böhm                                                      | Julian Eberhard                                                  | Michael Hauser                                                   |
| 7. Februar 2010 (So.)                                            | Verfolgung (12,5 km)                                             | Christoph Knie                                                   | Julian Eberhard                                                  | Daniel Böhm                                                      |

| 7. IBU-Cup in Martell, 11. Februar 2010 – 13. Februar 2010 | 7. IBU-Cup in Martell, 11. Februar 2010 – 13. Februar 2010 | 7. IBU-Cup in Martell, 11. Februar 2010 – 13. Februar 2010 | 7. IBU-Cup in Martell, 11. Februar 2010 – 13. Februar 2010 | 7. IBU-Cup in Martell, 11. Februar 2010 – 13. Februar 2010 |
| ---------------------------------------------------------- | ---------------------------------------------------------- | ---------------------------------------------------------- | ---------------------------------------------------------- | ---------------------------------------------------------- |
| Datum                                                      | Disziplin                                                  | Erster Platz                                               | Zweiter Platz                                              | Dritter Platz                                              |
| 12. Februar 2010 (Fr.)                                     | Sprint (10 km)                                             | Brendan Green                                              | Christoph Knie                                             | Maxim Maximow                                              |
| 13. Februar 2010 (Sa.)                                     | Verfolgung (12,5 km)                                       | Sven Grossegger                                            | Maxim Maximow                                              | Toni Lang                                                  |

| 8. IBU-Cup in Pokljuka, 10. März 2010 – 14. März 2010 | 8. IBU-Cup in Pokljuka, 10. März 2010 – 14. März 2010 | 8. IBU-Cup in Pokljuka, 10. März 2010 – 14. März 2010 | 8. IBU-Cup in Pokljuka, 10. März 2010 – 14. März 2010 | 8. IBU-Cup in Pokljuka, 10. März 2010 – 14. März 2010 |
| ----------------------------------------------------- | ----------------------------------------------------- | ----------------------------------------------------- | ----------------------------------------------------- | ----------------------------------------------------- |
| Datum                                                 | Disziplin                                             | Erster Platz                                          | Zweiter Platz                                         | Dritter Platz                                         |
| 12. März (Fr.)                                        | Sprint (10 km)                                        | Michael Rösch                                         | Lois Habert                                           | Toni Lang                                             |
| 13. März (Sa.)                                        | Verfolgung (12,5 km)                                  | Christian Martinelli                                  | Christoph Knie                                        | Jean-Guillaume Béatrix                                |
| 14. März (So.)                                        | Sprint (10 km)                                        | Daniel Graf                                           | Dmitri Blinow                                         | Christian Martinelli                                  |

### Wertungen
| Rang | Land                 | Punkte | Siege |
| ---- | -------------------- | ------ | ----- |
| 01   | Daniel Graf          | 603    | 3     |
| 02   | Toni Lang            | 560    | 2     |
| 03   | Christoph Knie       | 559    | 2     |
| 04   | Daniel Böhm          | 492    | 2     |
| 05   | Erik Lesser          | 463    | 1     |
| 06   | Maxim Maximow        | 434    |       |
| 07   | Andrei Makowejew     | 410    |       |
| 08   | Lois Habert          | 398    |       |
| 09   | Michael Rösch        | 323    | 1     |
| 10   | Christian Martinelli | 307    | 1     |

| Rang | Land                   | Punkte | Siege |
| ---- | ---------------------- | ------ | ----- |
| 11   | Julian Eberhard        | 306    |       |
| 12   | Henrik L’Abée-Lund     | 291    |       |
| 13   | Sven Grossegger        | 273    | 1     |
| 14   | Tanguy Roche           | 258    |       |
| 15   | Arnaud Langel          | 248    |       |
| 16   | Alexander Schreider    | 242    |       |
| 17   | Hans Martin Gjedrem    | 237    |       |
| 18   | Jean-Guillaume Béatrix | 232    |       |
| 19   | Rune Brattsveen        | 230    |       |
| 20   | Alexei Wolkow          | 208    |       |

| Rang | Land                | Punkte | Siege |
| ---- | ------------------- | ------ | ----- |
| 01   | Daniel Graf         | 96     |       |
| 02   | Erik Lesser         | 88     |       |
| 03   | Alexei Wolkow       | 76     | 1     |
| 04   | Dmitri Malyschko    | 76     |       |
| 05   | Sven Grossegger     | 71     |       |
| 06   | Julian Eberhard     | 71     |       |
| 07   | Daniel Böhm         | 60     | 1     |
| 08   | Hans Martin Gjedrem | 60     |       |
| 09   | Tanguy Roche        | 59     |       |
| 10   | Christoph Knie      | 52     |       |

| Rang | Land                 | Punkte | Siege |
| ---- | -------------------- | ------ | ----- |
| 01   | Daniel Graf          | 361    | 2     |
| 02   | Toni Lang            | 352    | 1     |
| 03   | Christoph Knie       | 296    |       |
| 04   | Daniel Böhm          | 290    | 1     |
| 05   | Andrei Makowejew     | 254    |       |
| 06   | Erik Lesser          | 243    | 1     |
| 07   | Lois Habert          | 242    |       |
| 08   | Maxim Maximow        | 241    |       |
| 09   | Christian Martinelli | 182    |       |
| 10   | Michael Rösch        | 169    | 1     |

| Rang | Land                   | Punkte | Siege |
| ---- | ---------------------- | ------ | ----- |
| 01   | Christoph Knie         | 193    | 1     |
| 02   | Toni Lang              | 165    | 1     |
| 03   | Daniel Graf            | 160    | 1     |
| 04   | Maxim Maximow          | 152    |       |
| 05   | Daniel Böhm            | 151    |       |
| 06   | Erik Lesser            | 148    | 1     |
| 07   | Andrei Makowejew       | 144    |       |
| 08   | Lois Habert            | 137    |       |
| 09   | Michael Rösch          | 130    |       |
| 10   | Jean-Guillaume Béatrix | 123    |       |

| Rang | Land        | Punkte | Siege |
| ---- | ----------- | ------ | ----- |
| 01   | Deutschland | 5274   | 11    |
| 02   | Russland    | 4726   | 01    |
| 03   | Frankreich  | 4486   |       |
| 04   | Österreich  | 4426   | 01    |
| 05   | Norwegen    | 3820   | 01    |
| 06   | Italien     | 3454   | 01    |
| 07   | Kanada      | 2545   | 01    |
| 08   | Tschechien  | 2527   |       |
| 09   | Polen       | 2311   |       |
| 10   | Schweiz     | 2310   |       |

## Frauen

### Resultate
| 1. IBU-Cup in Idre, 27. November 2009 – 29. November 2009 | 1. IBU-Cup in Idre, 27. November 2009 – 29. November 2009 | 1. IBU-Cup in Idre, 27. November 2009 – 29. November 2009 | 1. IBU-Cup in Idre, 27. November 2009 – 29. November 2009 | 1. IBU-Cup in Idre, 27. November 2009 – 29. November 2009 |
| --------------------------------------------------------- | --------------------------------------------------------- | --------------------------------------------------------- | --------------------------------------------------------- | --------------------------------------------------------- |
| Datum                                                     | Disziplin                                                 | Erster Platz                                              | Zweiter Platz                                             | Dritter Platz                                             |
| 28. November 2009 (Sa.)                                   | Sprint (7,5 km)                                           | Juliane Döll                                              | Anastasiya Kuzmina                                        | Lilija Wajhina-Jefremowa                                  |
| 29. November 2009 (So.)                                   | Sprint (7,5 km)                                           | Sabrina Buchholz                                          | Olga Wiluchina                                            | Juliane Döll                                              |

| 2. IBU-Cup in Ridnaun, 11. Dezember 2009 – 13. Dezember 2009 | 2. IBU-Cup in Ridnaun, 11. Dezember 2009 – 13. Dezember 2009 | 2. IBU-Cup in Ridnaun, 11. Dezember 2009 – 13. Dezember 2009 | 2. IBU-Cup in Ridnaun, 11. Dezember 2009 – 13. Dezember 2009 | 2. IBU-Cup in Ridnaun, 11. Dezember 2009 – 13. Dezember 2009 |
| ------------------------------------------------------------ | ------------------------------------------------------------ | ------------------------------------------------------------ | ------------------------------------------------------------ | ------------------------------------------------------------ |
| Datum                                                        | Disziplin                                                    | Erster Platz                                                 | Zweiter Platz                                                | Dritter Platz                                                |
| 12. Dezember 2009 (Sa.)                                      | Einzel (15 km)                                               | Anna Bogali-Titowez                                          | Kathrin Hitzer                                               | Stefanie Hildebrand                                          |
| 13. Dezember 2009 (So.)                                      | Sprint (7,5 km)                                              | Sabrina Buchholz                                             | Olga Wiluchina                                               | Anna Bogali-Titowez                                          |

| 3. IBU-Cup in Obertilliach, 17. Dezember 2009 – 19. Dezember 2009 | 3. IBU-Cup in Obertilliach, 17. Dezember 2009 – 19. Dezember 2009 | 3. IBU-Cup in Obertilliach, 17. Dezember 2009 – 19. Dezember 2009 | 3. IBU-Cup in Obertilliach, 17. Dezember 2009 – 19. Dezember 2009 | 3. IBU-Cup in Obertilliach, 17. Dezember 2009 – 19. Dezember 2009 |
| ----------------------------------------------------------------- | ----------------------------------------------------------------- | ----------------------------------------------------------------- | ----------------------------------------------------------------- | ----------------------------------------------------------------- |
| Datum                                                             | Disziplin                                                         | Erster Platz                                                      | Zweiter Platz                                                     | Dritter Platz                                                     |
| 18. Dezember 2009 (Fr.)                                           | Sprint (7,5 km)                                                   | Julie Bonnevie-Svendsen                                           | Jekaterina Jurlowa                                                | Natalja Sokolowa                                                  |
| 19. Dezember 2009 (Sa.)                                           | Verfolgung (10 km)                                                | Stefanie Hildebrand                                               | Xu Yinghui                                                        | Olga Wiluchina                                                    |

| 4. IBU-Cup in Altenberg, 8. Januar 2010 – 10. Januar 2010 | 4. IBU-Cup in Altenberg, 8. Januar 2010 – 10. Januar 2010 | 4. IBU-Cup in Altenberg, 8. Januar 2010 – 10. Januar 2010 | 4. IBU-Cup in Altenberg, 8. Januar 2010 – 10. Januar 2010 | 4. IBU-Cup in Altenberg, 8. Januar 2010 – 10. Januar 2010 |
| --------------------------------------------------------- | --------------------------------------------------------- | --------------------------------------------------------- | --------------------------------------------------------- | --------------------------------------------------------- |
| Datum                                                     | Disziplin                                                 | Erster Platz                                              | Zweiter Platz                                             | Dritter Platz                                             |
| 9. Januar 2010 (Sa.)                                      | Sprint (7,5 km)                                           | Sabrina Buchholz                                          | Lilija Wajhina-Jefremowa                                  | Franziska Hildebrand                                      |
| 10. Januar 2010 (So.)                                     | Verfolgung (10 km)                                        | wegen Nebels abgesagt                                     | wegen Nebels abgesagt                                     | wegen Nebels abgesagt                                     |

| 5. IBU-Cup in Nove Mesto, 14. Januar 2010 – 16. Januar 2010 | 5. IBU-Cup in Nove Mesto, 14. Januar 2010 – 16. Januar 2010 | 5. IBU-Cup in Nove Mesto, 14. Januar 2010 – 16. Januar 2010 | 5. IBU-Cup in Nove Mesto, 14. Januar 2010 – 16. Januar 2010 | 5. IBU-Cup in Nove Mesto, 14. Januar 2010 – 16. Januar 2010 |
| ----------------------------------------------------------- | ----------------------------------------------------------- | ----------------------------------------------------------- | ----------------------------------------------------------- | ----------------------------------------------------------- |
| Datum                                                       | Disziplin                                                   | Erster Platz                                                | Zweiter Platz                                               | Dritter Platz                                               |
| 15. Januar 2010 (Fr.)                                       | Einzel (15 km)                                              | Sabrina Buchholz                                            | Gro Marit Istad-Kristiansen                                 | Diana Rasimovičiūtė                                         |
| 16. Januar 2010 (Sa.)                                       | Sprint (7,5 km)                                             | Sabrina Buchholz                                            | Kathrin Hitzer                                              | Carolin Hennecke                                            |

| 6. IBU-Cup in Haute-Maurienne, 5. Februar 2010 – 7. Februar 2010 | 6. IBU-Cup in Haute-Maurienne, 5. Februar 2010 – 7. Februar 2010 | 6. IBU-Cup in Haute-Maurienne, 5. Februar 2010 – 7. Februar 2010 | 6. IBU-Cup in Haute-Maurienne, 5. Februar 2010 – 7. Februar 2010 | 6. IBU-Cup in Haute-Maurienne, 5. Februar 2010 – 7. Februar 2010 |
| ---------------------------------------------------------------- | ---------------------------------------------------------------- | ---------------------------------------------------------------- | ---------------------------------------------------------------- | ---------------------------------------------------------------- |
| Datum                                                            | Disziplin                                                        | Erster Platz                                                     | Zweiter Platz                                                    | Dritter Platz                                                    |
| 6. Februar 2010 (Sa.)                                            | Sprint (7,5 km)                                                  | Teija Lehtimäki                                                  | Kathrin Hitzer                                                   | Juliane Döll                                                     |
| 7. Februar 2010 (So.)                                            | Verfolgung (10 km)                                               | Juliane Döll                                                     | Kathrin Hitzer                                                   | Jekaterina Jurlowa                                               |

| 7. IBU-Cup in Martell, 11. Februar 2010 – 13. Februar 2010 | 7. IBU-Cup in Martell, 11. Februar 2010 – 13. Februar 2010 | 7. IBU-Cup in Martell, 11. Februar 2010 – 13. Februar 2010 | 7. IBU-Cup in Martell, 11. Februar 2010 – 13. Februar 2010 | 7. IBU-Cup in Martell, 11. Februar 2010 – 13. Februar 2010 |
| ---------------------------------------------------------- | ---------------------------------------------------------- | ---------------------------------------------------------- | ---------------------------------------------------------- | ---------------------------------------------------------- |
| Datum                                                      | Disziplin                                                  | Erster Platz                                               | Zweiter Platz                                              | Dritter Platz                                              |
| 12. Februar 2010 (Fr.)                                     | Sprint (7,5 km)                                            | Kathrin Hitzer                                             | Natalja Sokolowa                                           | Laure Soulié                                               |
| 13. Februar 2010 (Sa.)                                     | Verfolgung (10 km)                                         | Kathrin Hitzer                                             | Natalja Sokolowa                                           | Laure Soulié                                               |

| 8. IBU-Cup in Pokljuka, 10. März 2010 – 14. März 2010 | 8. IBU-Cup in Pokljuka, 10. März 2010 – 14. März 2010 | 8. IBU-Cup in Pokljuka, 10. März 2010 – 14. März 2010 | 8. IBU-Cup in Pokljuka, 10. März 2010 – 14. März 2010 | 8. IBU-Cup in Pokljuka, 10. März 2010 – 14. März 2010 |
| ----------------------------------------------------- | ----------------------------------------------------- | ----------------------------------------------------- | ----------------------------------------------------- | ----------------------------------------------------- |
| Datum                                                 | Disziplin                                             | Erster Platz                                          | Zweiter Platz                                         | Dritter Platz                                         |
| 12. März (Fr.)                                        | Sprint (7,5 km)                                       | Sabrina Buchholz                                      | Jekaterina Glasyrina                                  | Krystyna Pałka                                        |
| 13. März (Sa.)                                        | Verfolgung (10 km)                                    | Sabrina Buchholz                                      | Carolin Hennecke                                      | Krystyna Pałka                                        |
| 14. März (So.)                                        | Sprint (7,5 km)                                       | Sabrina Buchholz                                      | Stefanie Hildebrand                                   | Franziska Hildebrand                                  |

### Wertungen
| Rang | Land                 | Punkte | Siege |
| ---- | -------------------- | ------ | ----- |
| 01   | Sabrina Buchholz     | 676    | 8     |
| 02   | Natalja Sokolowa     | 506    |       |
| 03   | Carolin Hennecke     | 505    |       |
| 04   | Stefanie Hildebrand  | 459    | 1     |
| 05   | Franziska Hildebrand | 444    |       |
| 06   | Kathrin Hitzer       | 424    | 2     |
| 07   | Jekaterina Jurlowa   | 418    |       |
| 08   | Laure Soulié         | 316    |       |
| 09   | Laure Bosc           | 279    | 1     |
| 10   | Anne Preußler        | 278    |       |

| Rang | Land            | Punkte | Siege |
| ---- | --------------- | ------ | ----- |
| 11   | Anna Kunajewa   | 270    |       |
| 12   | Juliane Döll    | 266    | 2     |
| 13   | Marine Dusser   | 255    |       |
| 14   | Olga Wiluchina  | 254    |       |
| 15   | Sophie Boilley  | 218    |       |
| 16   | Natalja Burdyga | 212    |       |
| 17   | Marine Bolliet  | 197    |       |
| 18   | Marija Sadilowa | 189    |       |
| 19   | Maria Demidowa  | 188    |       |
| 20   | Fanny Horn      | 171    |       |

| Rang | Land                        | Punkte | Siege |
| ---- | --------------------------- | ------ | ----- |
| 01   | Kathrin Hitzer              | 92     |       |
| 02   | Sabrina Buchholz            | 84     | 1     |
| 03   | Stefanie Hildebrand         | 78     |       |
| 04   | Franziska Hildebrand        | 74     |       |
| 05   | Anna Bogali-Titowez         | 60     | 1     |
| 06   | Anne Preußler               | 58     |       |
| 07   | Carolin Hennecke            | 58     |       |
| 08   | Gro Marit Istad-Kristiansen | 54     |       |
| 09   | Diana Rasimovičiūtė         | 48     |       |
| 10   | Susann König                | 48     |       |

| Rang | Land                 | Punkte | Siege |
| ---- | -------------------- | ------ | ----- |
| 01   | Sabrina Buchholz     | 463    | 6     |
| 02   | Carolin Hennecke     | 329    |       |
| 03   | Natalja Sokolowa     | 323    |       |
| 04   | Stefanie Hildebrand  | 264    |       |
| 05   | Jekaterina Jurlowa   | 252    |       |
| 06   | Franziska Hildebrand | 248    |       |
| 07   | Kathrin Hitzer       | 218    |       |
| 08   | Olga Wiluchina       | 193    |       |
| 09   | Anna Kunajewa        | 188    |       |
| 10   | Juliane Döll         | 187    | 1     |

| Rang | Land                 | Punkte | Siege |
| ---- | -------------------- | ------ | ----- |
| 01   | Natalja Sokolowa     | 155    |       |
| 02   | Carolin Hennecke     | 145    |       |
| 03   | Jekaterina Jurlowa   | 134    |       |
| 04   | Sabrina Buchholz     | 129    | 1     |
| 05   | Franziska Hildebrand | 122    |       |
| 06   | Stefanie Hildebrand  | 117    | 1     |
| 07   | Kathrin Hitzer       | 114    | 1     |
| 08   | Maria Demidowa       | 102    |       |
| 09   | Laure Soulié         | 098    |       |
| 10   | Natalja Burdyga      | 090    |       |

| Rang | Land                   | Punkte | Siege |
| ---- | ---------------------- | ------ | ----- |
| 01   | Deutschland            | 5225   | 13    |
| 02   | Russland               | 5020   | 01    |
| 03   | Frankreich             | 3880   |       |
| 04   | Norwegen               | 3511   | 01    |
| 05   | Tschechien             | 2991   |       |
| 06   | Finnland               | 2929   | 01    |
| 07   | Bulgarien              | 2707   |       |
| 08   | Polen                  | 2627   |       |
| 09   | Italien                | 2527   |       |
| 10   | Vereinigtes Königreich | 2275   |       |

## Kader

### Deutschland
Anders als in den Vorjahren war der Übergang zwischen Welt- und IBU-Cup Team in der Saison 2009/10 fast die ganze Saison über recht fließend. So wechselte Daniel Böhm für viele Rennen in den Weltcup, andererseits musste Michael Rösch nach schlechteren Leistungen in den IBU-Cup absteigen, um sich erneut zu beweisen. Bei den Frauen gingen ähnliche Wechsel vonstatten. Juliane Döll lief den Großteil ihrer Saisonrennen nach gutem Start im IBU-Cup im Weltcup, ebenfalls erhielten Gössner und Buchholz Chancen, die sie jedoch nicht nutzen konnten. Zudem konzentrierte sich Gössner schnell auf den Langlauf, da sie dort ausgezeichnete Olympiaaussichten hatte. Kathrin Hitzer musste ähnlich Michael Rösch nach gesundheitlichen Problemen und schwächeren Leistungen im IBU-Cup antreten.
| Name             | Teilnahmen |
| ---------------- | ---------- |
| Daniel Böhm*     | 10         |
| Daniel Graf**    | 17         |
| Florian Graf     | 06         |
| Toni Lang        | 17         |
| Erik Lesser      | 14         |
| Robin Kiel       | 04         |
| Christoph Knie   | 15         |
| Carsten Pump     | 08         |
| Michael Rösch*   | 11         |
| Norbert Schiller | 04         |
| Robert Wick      | 10         |

| Name                 | Teilnahmen |
| -------------------- | ---------- |
| Romy Beer            | 03         |
| Sabrina Buchholz*    | 14         |
| Juliane Döll*        | 06         |
| Miriam Gössner*      | 01         |
| Maren Hammerschmidt  | 02         |
| Carolin Hennecke     | 16         |
| Franziska Hildebrand | 14         |
| Stefanie Hildebrand  | 16         |
| Kathrin Hitzer*      | 09         |
| Nadine Horchler      | 01         |
| Susann König         | 09         |
| Anne Preußler        | 12         |

### Frankreich
| Name                    | Teilnahmen |
| ----------------------- | ---------- |
| Jean-Guillaume Béatrix* | 17         |
| Alexis Bœuf*            | 03         |
| Rémi Borgeot            | 07         |
| Simon Fourcade*         | 01         |
| Loïs Habert*            | 13         |
| Frédéric Jean           | 09         |
| Arnaud Langel           | 14         |
| Vincent Porret*         | 09         |
| Tanguy Roche            | 14         |
| Mathieu Souchal         | 05         |

| Name            | Teilnahmen |
| --------------- | ---------- |
| Anaïs Bescond*  | 06         |
| Sophie Boilley* | 09         |
| Marine Bolliet  | 09         |
| Laure Bosc*     | 14         |
| Claire Breton   | 13         |
| Marine Dusser*  | 16         |
| Leslie Mercier  | 09         |

### Russland
| Name                 |
| -------------------- |
| Sergei Balandin      |
| Andrei Dubassow      |
| Jewgeni Garanitschew |
| Maxim Ichsanow       |
| Timofei Lapschin     |
| Andrei Makowejew     |
| Dmitri Malyschko     |
| Wassil Schetalin     |
| Alexander Schreider  |
| Alexei Trusow        |
| Alexei Wolkow*       |

| Name                 |
| -------------------- |
| Anna Bogali-Titowez* |
| Jewgenija Krawzowa   |
| Anna Kunajewa        |
| Jekaterina Jurlowa*  |
| Irina Maximowa       |
| Ljubow Petrowa       |
| Marija Sadilowa*     |
| Natalja Sokolowa     |
| Anastasia Tokarewa   |
| Olga Wiluchina       |

* in der Saison auch im Weltcup eingesetzt
** in der Saison für Weltcuprennen nominiert, aber aus Gesundheitsgründen nicht teilgenommen